# Långevatten (Partille socken, Västergötland)
Långevatten är en sjö i Partille kommun i Västergötland och ingår i Göta älvs huvudavrinningsområde. Långevatten ligger i Maderna-Haketjärn Natura 2000-område. Sjön är 9,9 meter djup, har en yta på 0,03 kvadratkilometer och befinner sig 105 meter över havet.